# ایرینا فدوتووا
ایرینا فدوتووا (روسی: Ирина Михайловна Федотова؛ زادهٔ ۱۵ فوریهٔ ۱۹۷۵) قایقران روئینگ اهل روسیه است.